# Auerberg
Auerberg ist ein seit 1966 eigenständiger Ortsteil im Norden der Bundesstadt Bonn. Er gehört zum Stadtbezirk Bonn und grenzt im Nordosten und Norden an Graurheindorf, im Nordwesten an Hersel und Buschdorf, im Westen an Tannenbusch getrennt durch die A 555, und im Südwesten und Süden an die Nordstadt und Bonn-Castell, getrennt durch die A 565.

## Geographische Lage
Auerberg liegt auf einer sogenannten Niederterrasse und gehört daher, anders als das benachbarte Graurheindorf, nicht zu den Überschwemmungsgebieten des Rheins. Die Böden bestehen, im Gegensatz zu den rheinseitigen Nachbarflächen, hauptsächlich aus Lehmboden.

## Name
Der Name „Auerberg“ leitet sich von den alten Bezeichnungen der Gemarkung als in den auen (Ersterwähnung, 1381) und up dem berch (1438) ab und ist erstmals 1572 als Avvenberg urkundlich bezeugt.

## Geschichte

### Von der Frühgeschichte bis zum Beginn des 20. Jahrhunderts
Die älteste Spur menschlicher Besiedlung im Auerberg ist ein 1969 entdecktes Grab aus der späten Hallstattzeit (um 500 vor Christus). Zur Römerzeit lag das Gebiet unmittelbar nördlich der römischen Siedlungen um das im frühen 1. Jahrhundert errichtete Legionslager Bonn; eine Römerstraße führte als Teil der römischen Rheintalstraße hier entlang in Richtung Köln.
Schon damals und in den folgenden Jahrhunderten wurde das Areal landwirtschaftlich genutzt; noch bis ins 19. Jahrhundert hinein ist Weinbau nachweisbar. Aufgrund der guten Luftzirkulation wurden im 15. und 16. Jahrhundert auch einige Windmühlen errichtet. Die letzte Mühle (an der Auerberger Terrassenkante zwischen der heutigen Londoner Straße und der Straße An der Rheindorfer Burg) stellte erst 1899 ihren Betrieb ein.

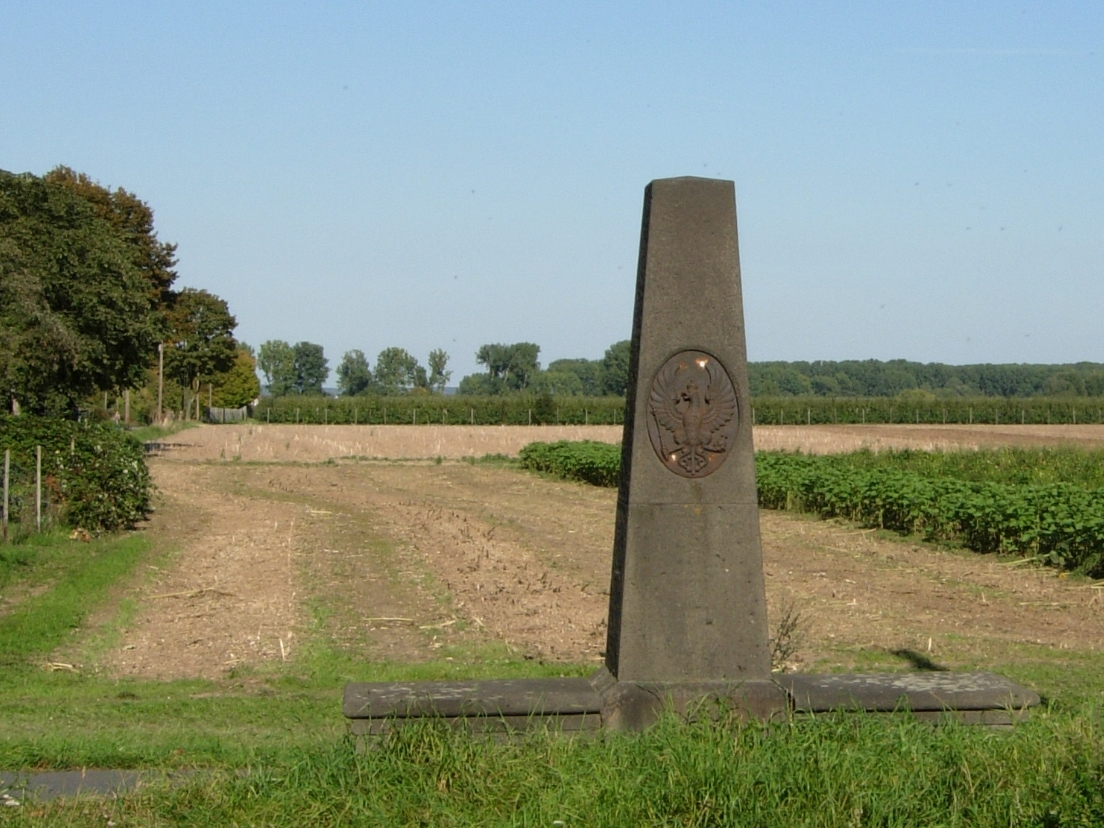
Preußischer Meilenstein („Adlerstein“) an der Ecke Kölnstraße/Engländerweg; hier verlief zur Franzosenzeit die Grenze zwischen den beiden Départements

In Mittelalter und Früher Neuzeit verlief die mit Bannsteinen markierte nördliche Grenze des Bonner Stadtbanns durch Auerberger Gebiet. Nach der Besetzung des linken Rheinufers durch die Franzosen 1794 verlief ab 1798 bis 1814 die Grenze zwischen den Départements de Rhin-et-Moselle und de la Roer durch Auerberger Gebiet (entlang des Engländerwegs, der heutigen Grenze zwischen Auerberg und Hersel).
Seit dem Hochmittelalter befand sich in der Gemarkung südlich der heutigen Mauer des Nordfriedhofs an der Kölnstraße bis in die Frühe Neuzeit hinein die Hinrichtungsstätte der Bonner Hochgerichtsbarkeit. Erste Hinrichtungen am Galgen sind 1143 bezeugt; die Toten wurden auf dem benachbarten Schindanger begraben. Die letzte Hinrichtung fand 1777 stand; 1794 wurde der Galgen abgerissen.
Im 14. Jahrhundert errichtete die Stadt Bonn in der Gemarkung up der Hüh (an der heutigen Kreuzung von Kölnstraße und An der Josefshöhe) ein Siechenhaus, zu dem 1412 eine Lazarus-Kapelle hinzukam. 1713 wurde das Siechenhaus geschlossen und von der städtischen Armenverwaltung als Gutshof weitergeführt. 1868 wurde das Gelände vom Katholischen Verein in Bonn erworben, der dort 1872 die Erziehungsanstalt St. Joseph an der Höhe (das heutige Collegium Josephinum) als Waisenhaus errichtete. Die Lazarus-Kapelle wurde 1883 abgerissen und bis 1886 durch einen neugotischen Kirchenbau ersetzt.
1884 wurde entlang der Kölnstraße der Nordfriedhof eröffnet, der heute nach mehrfachen Erweiterungen Bonns größter Friedhof ist.
Im Jahr 1902 befanden sich auf dem Gebiet des heutigen Stadtteils Auerberg außer der Erziehungsanstalt St. Joseph nur die Friedhofsverwaltung des Nordfriedhofs, eine benachbarte Gärtnerei, ein Bauernhof und eine Gaststätte; die Einwohnerzahl betrug insgesamt 40. Erst im frühen 20. Jahrhundert begann die systematische Besiedlung des Gebietes.

### Erschließung und Besiedlung Auerbergs bis zur Ortsteilswerdung 1966

Die weiße Fläche rechts der Bahnlinie von Bonn-Nord nach Buschdorf markiert den Nordfriedhof

Bereits 1906 erhielt das Gebiet durch die hinter dem Nordfriedhof verlaufende Rheinuferbahn der Köln-Bonner Eisenbahnen (KBE) einen Bahnanschluss mit dem Bahnhof Bonn-Nord, der zwischen Kölnstraße und der heutigen A555 im Bereich der heutigen Georg-von-Boeselager-Straße lag und bis 1954 vom Personenverkehr bedient wurde; der Güterverkehr endete erst 1968, als eine neue Strecke über Tannenbusch eröffnet wurde.
1927 ließ sich die Vereinigte Leichtmetallwerke GmbH entlang der Bahngleise nördlich des Bahnhofs nieder; der Standort besteht bis heute. Ein in den 1920er Jahren verfolgter Plan der Stadt Bonn, das Gebiet zwischen Kölnstraße und Graurheindorf großflächig zum Industriegebiet auszubauen, wurde allerdings nach kurzer Zeit aufgegeben.
Stattdessen begann die „Interessengemeinschaft erwerbsloser Selbsthilfe-Siedler“, ein Vorläufer der späteren Siedlergemeinschaften Bonn-Nord und Tannenbusch, 1932 mit den Plänen für eine Wohnbebauung; sie gründete sich dabei auf die im Herbst 1931 von der Reichsregierung unter Heinrich Brüning im Rahmen der Notverordnungen erlassenen „Richtlinien für die Errichtung von Stadtrandsiedlungen“. Im Juni 1934 waren die ersten 130 Häuser (vorwiegend entlang der heutigen Kölnstraße, Saarbrückener Straße und Allensteiner Straße) bezugsfertig; diese sogenannte Nordrandsiedlung bildete den Kern des späteren Stadtteils. 1937 kamen weitere Häuser in der südlichen heutigen Richthofenstraße hinzu.
Das inzwischen leerstehende Gebäude der Erziehungsanstalt St. Joseph, das im Ersten Weltkrieg zeitweise als Lazarett gedient hatte, wurde 1920 zusammen mit der neugotischen Kirche von den Redemptoristen übernommen (Redemptoristenkloster Bonn), die dort den Schulbetrieb als Ordensschule mit Internat weiterführten und ein Kloster für die in der Schule unterrichtenden Patres einrichteten. Die Nationalsozialisten lösten Schule und Kloster 1940 auf und unterhielten dort bis 1944 eine Lehrerbildungsanstalt; später diente das Gebäude zeitweise wiederum als Lazarett und Soldatenquartier. 1945 nahmen die Redemptoristen Schul- und Klosterbetrieb wieder auf; er besteht als Collegium Josephinum bis heute.
1963 stellte die Stadt Bonn Pläne für eine durchgängige 18-geschossige Bebauung Auerbergs vor, die 20.000 Einwohnern Platz bieten sollte; die Pläne scheiterten jedoch am Widerstand der Anwohner.
Während der Zeit, in der Bonn die Bundeshauptstadt der Bundesrepublik Deutschland war (1949–1990), besuchten zahlreiche Staatsgäste das offizielle Ehrenmal auf dem Nordfriedhof und legten dort einen Kranz nieder. Auf diese Weise gehörte Auerberg in dieser Zeit zum regulären Programm der Staatsbesuche in der Bundesrepublik Deutschland.

### Ausbau seit 1966
Am 3. Dezember 1966 wurde Auerberg, zuvor Teil des Stadtbezirks Bonn-Nord, als „Bonn-Auerberg“ eigenständiger Ortsteil Bonns; seit 1972 besitzt er einen eigenen Ortsausschuss.
1971 wurde das Geschäftszentrum an der Kölnstraße erweitert, 1973 das Studierendenwohnheim an der Pariser Straße eröffnet. Weitere Neubauten entstanden in den 1970er und 1980er Jahren in ebenfalls nach europäischen Städten benannten Straßen, wobei die Straßen im Zentrum Auerbergs ausschließlich nach europäischen Hauptstädten benannt sind (zum Beispiel Amsterdamer Straße, Athener Straße, Berner Straße, Bukarester Straße, Brüsseler Straße, Dubliner Straße, Helsinkistraße, Kopenhagener Straße, Lissaboner Straße, Londoner Straße, Luxemburger Straße, Madridstraße, Osloer Straße, Pariser Straße, Reykjavikstraße, Stockholmer Straße, Warschauer Straße, Wiener Straße), während die umliegenden Straßen nach weiteren europäischen Nicht-Hauptstädten benannt sind (Allensteiner Straße, Eupener Straße, Flensburger Straße, Saarbrückener Straße, Tilsiter Straße); dieses Straßenbenennungskonzept wird bis heute fortgeführt.
Ab Mitte der 1990er Jahre entstanden nach längeren Verhandlungen beidseits der neuen Straßenbahntrasse in der Pariser Straße zahlreiche weitere niedriggeschossige Wohnbebauungen und ein Einkaufszentrum namens „Auerberger Mitte“.
Die Bebauung wurde Ende der 2010er Jahre vollendet.

### Einwohnerentwicklung
Die Zahl der Einwohner Auerbergs steigt seit den 1930er Jahren kontinuierlich an.
| Jahr | Einwohner |
| ---- | --------- |
| 1902 | 40        |
| 1939 | 974       |
| 1946 | 1.117     |
| 1950 | 1.272     |
| 1956 | 1.455     |
| 1961 | 1.828     |
| 1970 | 3.780     |
| 1976 | 5.804     |
| 1980 | 6.028     |
| 1988 | 7.204     |

| Datum             | Einwohner |
| ----------------- | --------- |
| 31. Dezember 1993 | 7.893     |
| 31. Dezember 1994 | 7.922     |
| 31. Dezember 1995 | 7.923     |
| 31. Dezember 1996 | 7.967     |
| 31. Dezember 1997 | 8.004     |
| 31. Dezember 1998 | 8.095     |
| 31. Dezember 1999 | 8.114     |
| 31. Dezember 2000 | 8.265     |
| 31. Dezember 2001 | 8.546     |
| 31. Dezember 2002 | 8.532     |

| Datum             | Einwohner |
| ----------------- | --------- |
| 31. Dezember 2003 | 8.722     |
| 31. Dezember 2004 | 8.765     |
| 31. Dezember 2005 | 8.790     |
| 31. Dezember 2006 | 8.770     |
| 31. Dezember 2007 | 8.822     |
| 31. Dezember 2008 | 8.952     |
| 31. Dezember 2009 | 9.081     |
| 31. Dezember 2010 | 9.219     |

## Religionen

### Redemptoristenkloster
Das 1920 gegründete Kloster der Redemptoristen an der Kölnstraße (Ecke An der Josefshöhe) wurde infolge von Nachwuchsproblemen des Ordens in den letzten Jahren teilweise zu einem Altenheim umgebaut; das Kloster besteht aber fort.

### Katholische Pfarrkirche St. Bernhard
1956 wurde die katholische Pfarrkirche St. Bernhard, benannt nach Bernhard von Clairvaux, nebst Pfarrhaus an der Eupener Straße eingeweiht; 1979 erhielt sie eine neue Orgel.

### Evangelisches Gemeindeforum
1974 wurde das Evangelische Gemeindeforum in der Luxemburger Straße eröffnet. Es gehört zum 3. Pfarrbezirk der Bonner Lukaskirchengemeinde.

## Bildung

### Schulen
- Das seit 1920 von den Redemptoristen betriebene, seit 1950 für alle Schüler offene Collegium Josephinum beherbergt außer einem Gymnasium seit 1976 auch eine Realschule. 1980 wurde ein Neubau für das Schulzentrum eingeweiht.[21]
- 1955 wurde an der Josefshöhe die Katholische Volksschule St. Hedwig gegründet, aus der 1978 die Katholische Hauptschule St. Hedwig hervorging.[22]
- 1976 zog die damalige Karl-Hoch-Schule aus Graurheindorf, wo ihr Vorläufer bereits seit dem 17. Jahrhundert bestand, nach Auerberg um; dort heißt sie als Grundschule seit 1977 Bernhardschule.[23]

### Büchereien
- Seit 1957 besteht die Katholische Öffentliche Bücherei St. Bernhard (1957–1961 Katholische Volksbücherei; 1961–1968 Pfarrbücherei St. Bernhard).
- Die Stadtbibliothek Bonn unterhält mit der Integrierten Stadtteilbibliothek Auerberg eine Zweigstelle im Stadtteil, die durch die Unterstützung diverser ehrenamtlicher Vereine betrieben wird.[24]

## Verkehr

### Schiene
Auerberg ist seit den 1960er Jahren durch Buslinien und seit 1994 zusätzlich durch die Bonner Straßenbahnlinien 61 und 65 erschlossen, die den Stadtteil mit dem Bonner Zentrum verbinden. Die Endstation der Straßenbahn liegt derzeit am nördlichen Ende der Pariser Straße an der Kopenhagener Straße. Weitere Straßenbahnhaltestellen auf Stadtteilgebiet sind „Auerberger Mitte“ und „An der Josefshöhe“.
| Linie | Verlauf / Anmerkungen                                | Takt (Mo–Fr)                                                |
| ----- | ---------------------------------------------------- | ----------------------------------------------------------- |
| 61    | Auerberg – Stadthaus – Bonn Hbf – Dottendorf         | 10 min                                                      |
| 65    | Auerberg – Bonn-Beuel Bf. – Limperich – U Ramersdorf | Nur Ein- und Ausrückfahrten der Linie 61 und Schülerverkehr |

Als Rest der ehemaligen Rheinuferbahn führt von Norden her ein Gütergleis aus Buschdorf bis heute in das kleine Industriegebiet zwischen Nordfriedhof und A 555, wo sich früher der Bahnhof Bonn-Nord der Rheinuferbahn befand. Dieses Gleis wird allerdings nicht mehr bedient.
Allerdings wurde am 15. Januar 2025 eine Verlängerung der Linie 63 (Bad Godesberg-Bonn-Tannenbusch Mitte) über diese Trasse bis ungefähr zum ehemaligen Bahnhof Bonn-Nord  vom Verkehrsausschuss des Landes Nordrhein-Westfalen in den ÖPNV-Bedarfsplan und in den ÖPNV-Infrastrukturfinanzierungsplan aufgenommen worden.

### Autobahn
Unmittelbar an Nordbrücke der A 565 befindet sich auf der linken Rheinseite die Ausfahrt „Bonn-Auerberg“, von der aus der Stadtteil über die Herseler Straße und An der Josefshöhe erreicht werden kann.

## Wirtschaft
1927 ließ sich die Vereinigte Leichtmetallwerke GmbH (1969–1983 VAW Leichtmetall-Werke Bonn, seit 1983 VAW Vereinigte Aluminiumwerke AG) entlang der A 555 in der heutigen Georg-von-Boeselager-Straße nieder. Seit 2004/2005 gehört der nach wie vor existierende Betrieb zur Norsk Hydro.
Von 1950 bis Mitte der 1990er Jahre befand sich ein Teil der Hauptverwaltung der VIAG AG in Bonn-Auerberg.

## Sehenswürdigkeiten

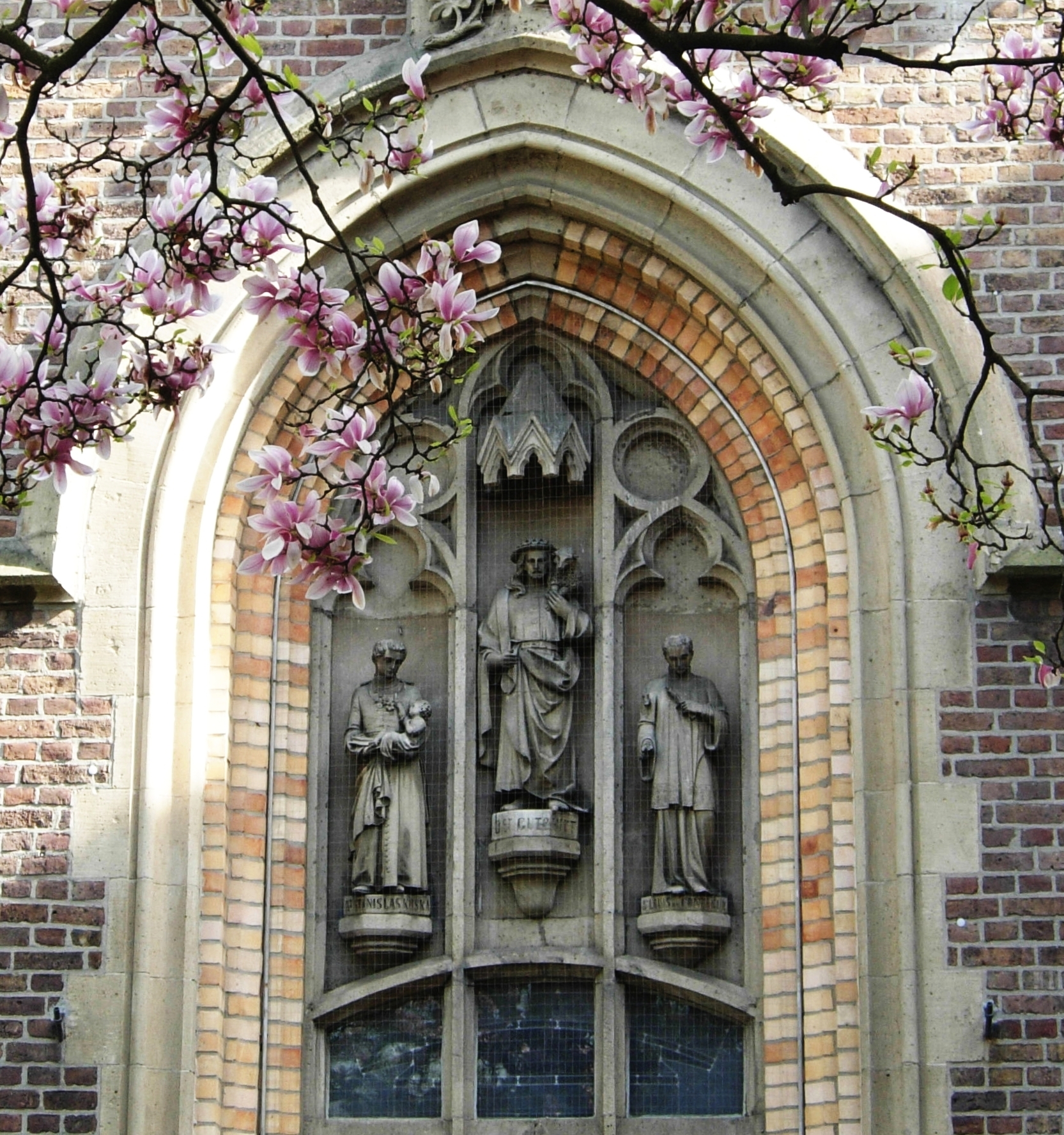
Klosterkirche der Redemptoristen in Bonn: Figuren über dem Portal

- Kloster der Redemptoristen an der Kölnstraße mit seiner 1883–1886 nach Plänen von Heinrich Wiethase errichteten neugotischen Klosterkirche. Diese ist in den 1980er Jahren von Grund auf restauriert worden. Seither wartet sie mit einer prachtvollen Innenbemalung auf. Sie beherbergt auch noch Ausstattungsstücke der ursprünglichen Lazaruskapelle des Bonner Siechenhauses, die 1883 beim Neubau der Kirche abgerissen wurde.[27]
- Nordfriedhof (Haupteingang an der Kölnstraße), vom Bonner Stadtbaumeister Ludwig von Noel als Parkfriedhof geplant und 1884 als Neuer Friedhof eröffnet, heute der größte Friedhof der Stadt Bonn. Am dortigen Ehrenmal legten bis 1990 zahlreiche Staatsgäste der Bundesrepublik Deutschland Kränze nieder.
- Als Dank dafür, von Bombentreffern im Zweiten Weltkrieg verschont geblieben zu sein, errichtete die Siedlergemeinschaft 1954 zwischen der Saarbrückener Straße und dem Auerbergweg die kleine Kapelle „Mariä Königin“, im Volksmund „Heiligenhäuschen“ genannt.
- Gegenüber dem Anwesen An der Rheindorfer Burg 22 ist an der Terrassenkante der Auerberger Mühlenstumpf erhalten,[6] im Volksmund „Müllestumpe“ genannt; in der Nähe befindet sich das Gästehaus und Ausflugslokal Am Müllestumpe.[28]